# John William Cooke
John William Cooke (La Plata, 14 novembre 1919 – Buenos Aires, 19 settembre 1968) è stato un politico argentino capo della fazione di sinistra del peronismo sino alla sua morte.

## Biografia
Nato in una famiglia con una forte tradizione politica, negli anni universitari, dove studiò giurisprudenza, fu un attivo militante.
Conseguita l'avvocatura nel 1943, e fu eletto come deputato tra le file dei peronisti all'età di 25 anni durante il primo governo di Juan Domingo Perón. Cooke riteneva che il peronismo dovesse essere trasformato in un movimento rivoluzionario e criticava la cosiddetta burocrazia sindacale, il braccio forte del peronismo ortodosso o di destra. Nel Congresso, ha ricoperto l'incarico di presidente della Commissione Affari Costituzionali della Camera dei Deputati, della Commissione di redazione del Codice Aeronautico e della Commissione per la protezione dei diritti intellettuali.
All'inizio del 1951, e su richiesta della moglia Evita, Perón decise di chiudere il quotidiano La Prensa. Il giornale era di proprietà della famiglia Gainza-Paz, e le loro critiche alle politiche peroniste risalivano ai tempi in cui il presidente era segretario del lavoro nel governo di Edelmiro Farrell. Cooke, nel suo ruolo di deputato, fu scelto da Perón in persona per difendere la chiusura de La Prensa davanti al Congresso. Nel suo discorso, accusò il giornale di essere il portavoce di una grande coalizione oligarchica costituita dai proprietari terrieri, da uomini d'affari del porto di Buenos Aires e dalla United Fruit Company, tutti coalizzati per realizzare un colpo di stato contro il governo. Il tono antimperialista del discorso di Cooke portò il peronista ortodosso Raúl Apold ad accusarlo di comunismo.
Nel mondo accademico, fu professore ordinario di economia politica alla facoltà di diritto e scienze sociali dell'Università di Buenos Aires tra il 1946 ed il 1955.
Dopo il 1955, quando il governo di Perón fu rovesciato dalla Rivoluzione Liberatrice, egli fu nominato dall'ex-presidente come suo rappresentante in Argentina. Questo incarico lo fece diventare il principale leader della resistenza peronista tra il 1955 ed il 1959 (quando Cooke dovette andare in esilio a Cuba).
Il 20 settembre 1955 Cooke fu arrestato ed incarcerato. Nonostante la sua prigionia fino al marzo 1957, partecipò attivamente all'organizzazione di vari gruppi della "Resistenza peronista". Nel marzo 1957, Cooke scappò dal carcere di Río Gallegos, insieme ad altri prigionieri peronisti, Jorge Antonio, Héctor José Cámpora, José Espejo, e si rifugiò in Cile. Negli anni successivi visse a Cuba dove difese la Rivoluzione castrista. Morì per un cancro ai polmoni in un ospedale di Buenos Aires.